# 1519 w polityce

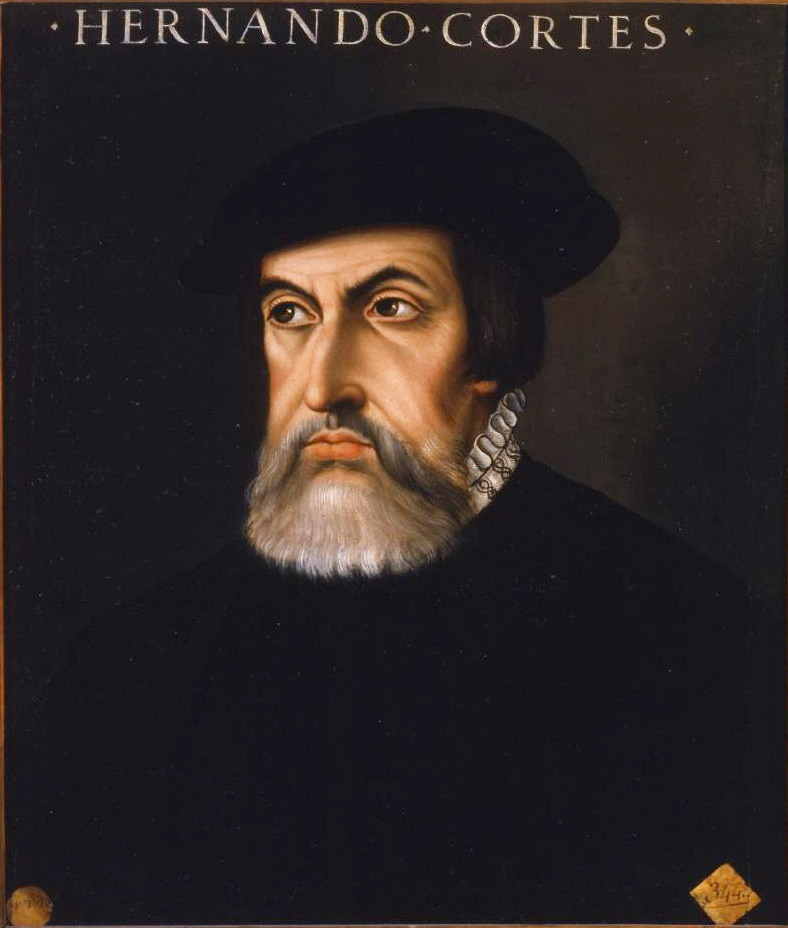
Portret Hernána Cortésa

Wydarzenia polityczne w 1519 roku.

## Wydarzenia
- Hernán Cortés ląduje w Meksyku[1].
- Hiszpański podbój Meksyku:
  - 28 czerwca - konkwistadorzy zakładają Villa Rica de Santa Cruz[2].
  - 8 sierpnia - Hernán Cortés rozpoczyna marsz w głąb Meksyku[3].
  - 18 września - konkwistadorzy wkraczają do Tlaxcali[4].
  - połowa października - konkwistadorzy wkraczają do Choluli[5][6].
  - 18 października - Masakra w Choluli - konkwistadorzy i sprzymierzeni z nimi Tlaxcaltecy plądrują Cholulę, dokonując masakry miejscowej starszyzny i setek mieszkańców oraz rabując i niszcząc azteckie świątynie[5][7].
  - 8 listopada - konkwistadorzy wkraczają do Tenochtitlánu[5].

## Urodzili się
- Henryk II Walezjusz, król Francji[8].